# Des Allemands
Des Allemands – jednostka osadnicza w Stanach Zjednoczonych, w stanie Luizjana, w parafii Lafourche.